# دعوة (سياسة)
تعرف الدعوة بأنها نشاط يقوم به فرد أو جماعة تهدف إلى التأثير في القرارات داخل النظم والمؤسسات السياسية والاقتصادية والاجتماعية. وتتضمن الدعوة من أنشطة ومنشورات للتأثير على السياسة العامة والقوانين والميزانيات من خلال استخدام الحقائق وعلاقاتهم ووسائل الإعلام والمراسلة لتثقيف المسؤولين الحكوميين والجمهور. يمكن أن تشمل الدعوة العديد من الأنشطة التي يقوم بها شخص أو منظمة بما في ذلك الحملات الإعلامية والخطابات العامة والتشريع ونشر البحوث. أن الضغط (و الذي غالباً ما يمارس من قبل مجاميع مختصة بالضغط) يعد شكلاً من أشكال الدعوة حيث يتم اتباع نهج مباشر للمشرعين بشأن مسألة محددة أو تشريع محدد. وبدأ بحث في توضيح كيفية استخدام الدعاة في الولايات المتحدة وكندا لوسائل التواصل الاجتماعي من أجل تسهيل المشاركة المدنية والعمل الجماعي.
الداعي هو الشخص الذي يقدم الدعم للأشخاص الذين يكونون بحاجته.

## الأشكال
هنالك أشكال متعددة للدعوة، ويمثل كلٌ منها نهجاً مختلفاً بطريقة معينة لأجل إحداث تغييرات في المجتمع.  واحدٌ من أكثر الأشكال انتشاراً هو الدعوة للعدالة الاجتماعية.
لا يشمل التعريف الأولي لها مفاهيم علاقات القوى ولا مشاركة الناس ورؤية مجتمع عادل كما يروج لها دعاة العدالة الاجتماعية. بالنسبة لهم، تمثل الدعوة سلسلة من الإجراءات المتخذة والقضايا التي تم تسليط الضوء عليها لتغيير المفهوم «ما يعرف» إلى «ما ينبغي أن يكون عليه»، معتبرة أن مفهوم «ما ينبغي أن يكون عليه» يعد مجتمعاً أكثر قبولاً وأكثر عدلاً (كما ذُكر آنفاً، 2001) وأن هذه الإجراءات، التي تختلف مع البيئة السياسية والاقتصادية والاجتماعية التي تجري فيها، لها عدة نقاط مشتركة (كما ذُكر آنفاً، 2001.) وهي:
- الاستفسار حول الطريقة التي تدار بها السياسة
- المشاركة في وضع جدول الأعمال لأنها تثير قضايا هامة وكبيرة
- استهداف الأنظمة السياسية «لأن تلك الأنظمة لا تستجيب لاحتياجات الناس»
- تعد شاملة ومشاركة للعيان
- اقتراح حلول سياسية
- فتح بيئة للجدل العام

و أشكال أخرى من الدعوة تتضمن
- الدعوة للموازنة: جانب آخر من جوانب الدعوة والذي يضمن المشاركة الاستباقية لمنظمات المجتمع المدني مع الميزانية الحكومية لجعل الحكومة أكثر مساءلة أمام الناس وتعزيز الشفافية. تُمكِّن الدعوة للميزانية المواطنين وجماعات العمل الاجتماعي من إجبار الحكومة على أن تكون أكثر يقظة لاحتياجات وتطلعات الناس بشكل عام والأقسام المحرومة في المجتمع.
- الدعوة البيروقراطية: الأشخاص الذين يعتبرون «خبراء» لديهم فرصة أكبر للنجاح في عرض قضاياهم على صناع القرار. فهم يستخدمون الدعوة البيروقراطية للتأثير على الأجندة، ولكن بوتيرة أبطأ.
- دعوة التعبير ودعوة رفع القضايا: عادةً ما يشار إلى هذان النوعان من الدعوة عند طرحهما معاً إلى نقاش في الولايات المتحدة حول ما إذا كانت مجموعة ما تعلن عن رغبتها بأن على الناخبين الإدلاء بأصواتهم لجهة معينة، أو ما إذا كان لدى المجموعة قضية طويلة الأجل والتي لا تشار بالتحديد إلى الحملة الانتخابية وكذلك موسم الانتخابات.
- الدعوة الصحية: دعم وتعزيز حقوق العناية الصحية للمرضى وكذلك تعزيز صحة المجتمع والمبادرات السياسية التي تركز على المتاح والوقاية وكذلك حجم العناية.
- الدعوة العقائدية: في هذا النهج، عادة ما تقام الدعوة من خلال الصراعات الجماعية، أحيانا عن طريق الاحتجاجات من أجل تقديم أفكارهم على صناع القرار.
- الدعوة من قبل أصحاب المصالح: ممارسة الضغط يعد الوسيلة الرئيسية المستخدمة من قبل أصحاب المصالح من أجل القيام بدعوة مؤثرة، فهي نوع من الإجراءات التي لا تنجح دائماً بالتأثير على صناع القرار السياسي كما أنها تتطلب مصادر وكذلك منظمات حتى يكون لها أثر كبير.
- الدعوة التشريعية: «الاعتماد على العملية التشريعية الدولية أو الإتحادية» كجزءٍ من الاستراتيجية من أجل إحداث تغيير.[4]
- الدعوة بنطاق كبير: أي نوعٍ من الإجراءات المأخوذة من قبل مجاميع كبيرة مثل (تقديم الالتماسات أو القيام بتظاهرات الخ.)
- الدعوة لدى وسائل الإعلام: «الاستخدام الاستراتيجي لوسائل الإعلام كمصدرٍ من أجل تقديم مبادرة لدى النظام الاجتماعي أو العام» (جيرنيغان ورايت، 1996). في كندا، على سبيل المثال، توضح حملات التأمين العام التي أقيمت في مقاطعة مانيتوبا كيفية استخدام الدعوة من قبل وسائل الإعلام لمحاربة الكحول والتبغ والمتعلقان بالمشاكل الصحية. وبإمكاننا أن نأخذ بنظر الاعتبار دور الدعوة الصحية وكذلك وسائل الإعلام في «التشريع القانوني الداخلي لدى البلديات المتخذ بخصوص التدخين في كندا بين عامي 1970 و 1995.»[5]
- الدعوة للتعليم الخاص: الدعوة «بتركيز محدد على الحقوق التعليمية للطلبة من ذوي الاحتياجات الخاصة.»

مختلف السياقات التي يستخدم فيها مفهوم الدعوة:
- في السياق القانوني/التشريعي: «الداعي» هو لقب لشخص محدد والذي يكون مفوض/معين بطريقة ما للتحدث نيابة عن شخص في مهام قانونية.
- في السياق السياسي: «مجاميع الدعوة» هم مجموعة منظمة من الناس يبحثون يهدفون للتأثير على القرارات السياسية والسياسة العامة من دون الترشح للانتخابات لأخذ منصبٍ عام.
- في سياق الرعاية الاجتماعية: كِلا المصطلحين (و آخرين تحديدا مثل «الدعوة المستقلة» استخدمت في المملكة المتحدة تحت سياق شبكة من المنظمات والمشاريع المترابطة التي تهدف لمساعدة الناس الذين يواجهون صعوبة في العيش (و بالدرجة الأساس ضمن سياق ذوي الاحتياجات الخاصة والصحة العقلية).

في سياق الإدراج: تهدف منظمات الدعوة المدنية (أو ما يسمى بالبرامج) لنشر المنفعة عن طريق إعادة ربط الناس الذين أصبحوا وحيدين. وتحدد مهامهم عن طريق خطوتين رئيسيين: قيام البرامج المختصة بالدعوة وكذلك التعلم من برامج الدعوة المدنية.

### الأهداف
تهدف الدعوة بجميع أشكالها إلى التأكد من ان الناس وبوجه الخصوص الأكثر ضعفاً في المجتمع، قادرين على:
- إيصال صوتهم في القضايا التي تعد مهمة بالنسبة لهم
- تأمين وكذلك الدفاع عن حقوقهم
- الأخذ بوجهات نظرهم وامنياتهم بنظر الاعتبار وقتما تؤخذ القرارات بخصوص معيشتهم.

الدعوة هي دعم وتمكين الناس على أن:
- يعبروا عن وجهات نظرهم وكذلك اهتماماتهم
- اكتساب المعلومات وايضا الخدمات
- تعزيز وكذلك الدفاع عن حقوقهم ومسؤولياتهم
- البحث عن الخيارات والاختيارات.

### استخدامالإنترنت
كانت المجاميع المعنية بقضايا الدعوة تستخدم الإنترنت من اجل تحقيق أهداف نظامية. وقد نُقل على ان الإنترنت يساعد في زيادة السرعة والوصول ومدى فعالية التواصل المتعلقة بقضايا الدعوة وكذلك الجهود المتحشدة، والإشارة بأن وسائل الإعلام تعد مفيدةً بالنسبة للمعنيين بقضايا الدعوة.

### أمثلة أخرى
قد تتضمن نشاطات الدعوة إجراء اقتراع الخروج أو إجراء ملفٍ لأمر قضائي

## المواضيع
يقوم الناس برفع قضايا دعوة بخصوص عدد كبير ومتنوع من المواضيع. بعضها تعد قضايا اجتماعية واضحة المعالم والتي تم الاتفاق عليها عالميا بكونها مشكلة يتوجب حلها، مثل الاتجار بالبشر. والبعض الآخر مثل الإجهاض تعد أكثر انقساماً وتلهم الآراء الراسخة بقوة على كلا الجانبين. قد لا يكون هناك إجماع على هذا النوع الأخير من القضايا، ولكن من المرجح أن تبقى الدعوة كلما زادت حدتها. في الولايات المتحدة، يمكن الإشارة إلى أي قضية من النقاش واسع النطاق والرأي المنقسم بشدة على أنها قضية اجتماعية. وقد قامت مكتبة الكونجرس بتجميع قائمة واسعة من القضايا الاجتماعية في الولايات المتحدة، والتي تتراوح من القضايا الكبيرة مثل الإجهاض إلى الزواج من مثلي الجنس إلى الأصغر منها مثل القرصنة والغش الأكاديمي.
غالبًا ما تُعرف المواضيع التي يبدو أنها تنطوي على تقديم مثال إيجابي معين بأنها قضايا. وقد يكون هناك قضية معينة كبيرة للغاية في طبيعتها، مثل زيادة مفهوم الحرية أو إصلاح نظام سياسي منتهي. على سبيل المثال، عام 2008، استخدم المرشح الرئاسي الأميركي باراك أوباما مثل هذا المعنى عندما قال: «هذه هي اللحظة التي أزلنا فيها الحواجز التي قسمتنا لفترة طويلة؛ عندما حشّدنا الناس من جميع الأحزاب والأعمار إلى قضية مشتركة.» Change.org و Causes هما موقعان شائعان يسمحان للناس بالتنظيم حول قضية مشتركة.
وتشمل المواضيع التي يوجد بشأنها اتفاق عالمي على ضرورة حلها على سبيل المثال، الاتجار بالبشر والفقر والمياه والنظام الصحي بوصفه حق من حقوق الإنسان.
وتتضمن «القضايا الاجتماعية» كما هو مشار إليها في الولايات المتحدة مواضيع كذلك (والتي تُعرف أيضاً باسم «القضايا») يقصدها أصحاب الدعوة لتقديم أهداف معينة (مثل مفهوم المساواة)وهي تشمل: الحقوق المدنية وحقوق المثليين وحقوق المرأة والنظام البيئي والنظام النباتي.

## مفهوم الدعوة خارج الحدود القومية
تمثل المجاميع والقائمين بالدعوة مدى كبير من الفئات ودعمهم كذلك لقضايا متعددة كما هو موضح في موقع worldadvocacy.com. وتختص مؤسسة الدعوة، وهي منظمة عالمية في الولايات المتحدة في تقوية القدرة لدى القائمين بالدعوة بخصوص العدالة السياسية والاجتماعية وكذلك الاقتصادية من أجل التغيير والتأثير على النظام العام.
تجذب ظاهرة العولمة اهتماماً خاصاً عبر مفهوم الدعوة خارج الحدود القومية. كما يُثبت التواجد الجوهري لمواقع الصفحات عبر منصة الإنترنت مثل الموقع الإلكتروني لصفحة الدعوة العالمية وكذلك موقع صفحة مؤسسة الدعوة مدى الأهمية المتزايدة للدعوة خارج الحدود القومية والدعوة الدولية. وعلى الارجح، قد تبرز المواقع الإلكترونية لصفحات الدعوة خارج الحدود القومية حول قضايا عندما يكون التأثير الخارجي ضرورياً من أجل تسهيل التواصلات بين المجاميع الداخلية وحكومتهم الخاصة. وتتجه المجاميع القائمة بالدعوة الراغبين بتقوية مهامهم إلى تعزيز المواقع الإلكترونية والمقابلة مع نظرائهم الداخليين لتبادل الأفكار فيما بينهم.
الاشخاص القائمين بقضايا الدعوة خارج الحدود القومية يقضون الوقت مع المجاميع المحلية المهتمة من أجل فهم وجهات نظرهم وتطلعاتهم بشكل أفضل.